# Balog
Balog [ˈbɒloɡ] ist ein ungarischer Familienname mit der Bedeutung „linkshändig“ im Altungarischen. Eine Variante des Namens ist Balogh.

## Namensträger
- Andreas Balog (1946–2008), österreichischer Soziologe
- Bob Balog (* 1924), US-amerikanischer Footballspieler
- Gábor Balog (* 1990), ungarischer Schwimmer
- Ildikó Balog (* 1977), ungarische Turnerin
- Imre Balog (* 1991), ungarischer Schachmeister
- James Balog (* 1952), US-amerikanischer Fotograf
- Leonarda Balog (* 1993), kroatische Fußballspielerin
- Tibor Balog (Fußballspieler, 1963) (* 1963), ungarischer Fußballspieler
- Tibor Balog (Fußballspieler, 1966) (* 1966), ungarischer Fußballspieler
- Vilmos Balog (* 1975), ungarischer Boxer
- Zoltán Balog (Bischof) (* 1958), ungarischer Geistlicher und Politiker, Mitglied des Parlaments
- Zoltán Balog (Fußballspieler, 1967) (* 1967), ungarischer Fußballspieler
- Zoltán Balog (Fußballspieler, 1978) (* 1978), ungarischer Fußballspieler